# 2008-as romániai önkormányzati választás
A 2008-as romániai önkormányzati választáson a municípiumok, városok és községek lakossága polgármestereket, helyi tanácsosokat, illetve megyei tanácselnököket, megyei tanácsosokat választhatott. A választás első fordulója 2008. június 1-én, a második 2008. június 15-én volt azokon a településeken, ahol egyik polgármesterjelölt sem kapta meg a szavazatok többségét.

## Szervezések
A romániai kormány 2008. március 12-i ülésén úgy döntött, hogy az állampolgárok csak a lakóhelyükön szavazhatnak. Az önkormányzati választásra a parlament 66 millió lejt különített el.
A parlament elfogadta a kisebbségi magyarság számára hátrányos uninominális (egyéni választókerületi) szavazást, tehát a megyei tanácselnököket 2008-ban nem a megyei tanácsosok szavazták meg, hanem az állampolgárok választották meg egyetlen fordulóban. A polgármestereket és a helyi tanácsosokat csak 2012-től választják ezzel a módszerrel.

## Általános adatok

### Megyei tanácselnökök

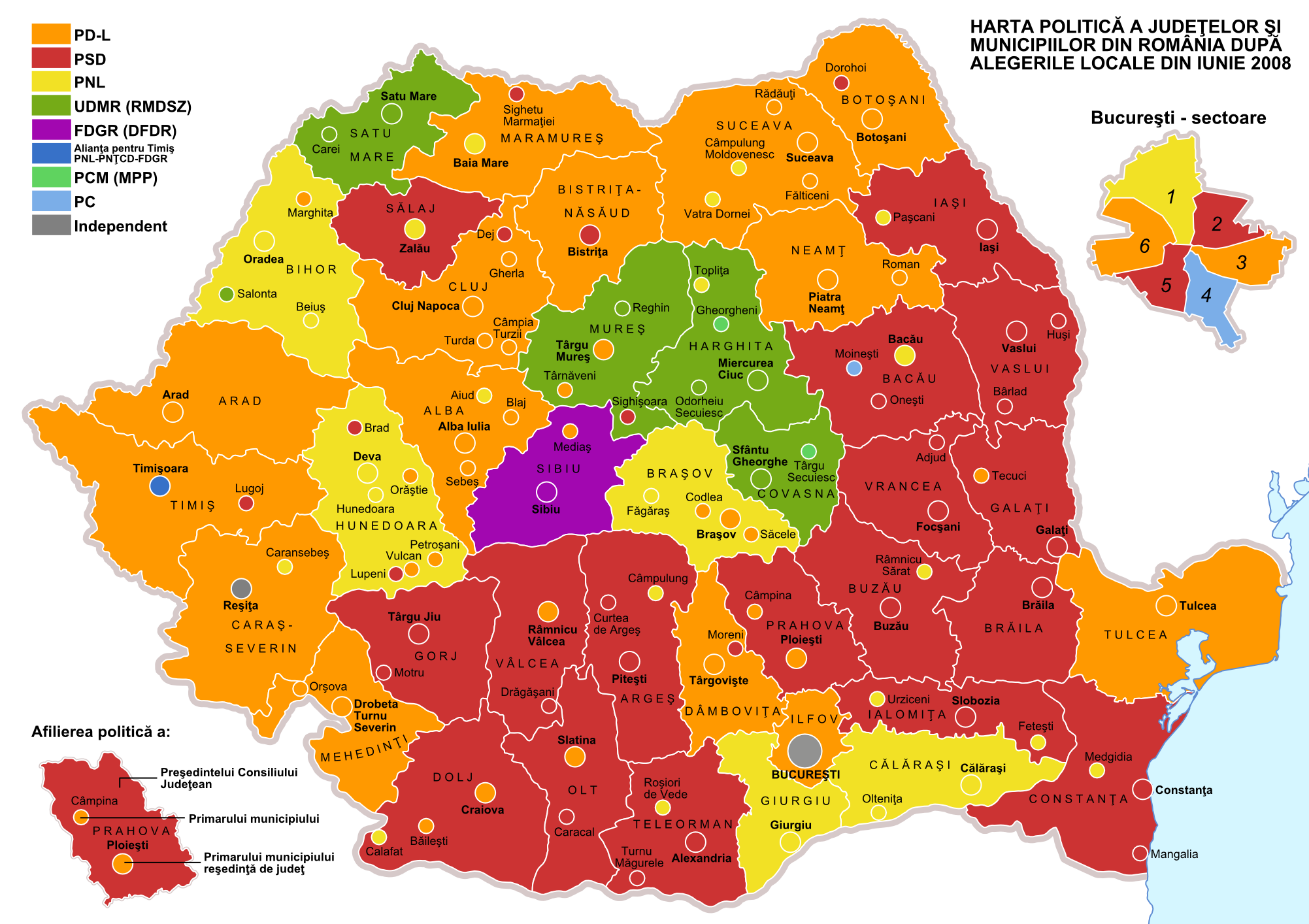
Megyei eredmények:
PDL = Demokrata Liberális Párt;
PSD = Szociáldemokrata Párt;
PNL = Nemzeti Liberális Párt;
UDMR = Romániai Magyar Demokrata Szövetség;
FDGR = Romániai Németek Demokratikus Fóruma;
PCM = Magyar Polgári Párt;
PC = Konzervatív Párt;
Alianţa pentru Timișoara = Temesvárért Szövetség

| Pártok                              | Tanácsosok száma |
| ----------------------------------- | ---------------- |
| Szociáldemokrata Párt               | 17               |
| Demokrata Liberális Párt            | 14               |
| Nemzeti Liberális Párt              | 5                |
| Romániai Magyar Demokrata Szövetség | 4                |
| Romániai Német Demokrata Fórum      | 1                |

### Megyei tanácsosok
| Párt                                | Megyei tanácsosok száma |
| ----------------------------------- | ----------------------- |
| Szociáldemokrata Párt               | 436                     |
| Demokrata Liberális Párt            | 434                     |
| Nemzeti Liberális Párt              | 307                     |
| Romániai Magyar Demokrata Szövetség | 89                      |
| Magyar Polgári Párt                 | 19                      |
| Konzervatív Párt                    | 16                      |
| Nagy-Románia Párt                   | 12                      |
| Romániai Német Demokrata Fórum      | 9                       |
| Nemzeti Kereszténydemokrata Párt    | 5                       |
| Új Generáció Pártja                 | 5                       |
| Román Összefogás Kovászna megyéért  | 5                       |
| Független                           | 1                       |

### Polgármesterek
| Párt                                | Polgármesterek száma |
| ----------------------------------- | -------------------- |
| Szociáldemokrata Párt               | 1138                 |
| Demokrata Liberális Párt            | 908                  |
| Nemzeti Liberális Párt              | 706                  |
| Romániai Magyar Demokrata Szövetség | 184                  |
| Magyar Polgári Párt                 | 11                   |

### Helyi tanácsosok
| Párt                                     | Helyi tanácsosok száma |
| ---------------------------------------- | ---------------------- |
| Szociáldemokrata Párt                    | 12 137                 |
| Demokrata Liberális Párt                 | 11 129                 |
| Nemzeti Liberális Párt                   | 8529                   |
| Romániai Magyar Demokrata Szövetség      | 2195                   |
| Konzervatív Párt                         | 1398                   |
| Új Generáció Pártja                      | 1203                   |
| Nagy-Románia Párt                        | 1090                   |
| Magyar Polgári Párt                      | 489                    |
| Független jelöltek                       | 358                    |
| Nemzeti Kereszténydemokrata Paraszt Párt | 326                    |
| Nemzeti Kezdeményezés Párt               | 232                    |
| Nemzeti Kereszténydemokrata Párt         | 203                    |
| Pro Európa Roma Párt                     | 202                    |
| Temesért Egyesület PNŢCD-PNL-FDGR        | 198                    |
| Román Ökologus Párt                      | 180                    |
| Romániai Németek Demokrata Fóruma        | 79                     |
| Keresztény Szociális Népi Unió           | 71                     |
| Zöld Párt                                | 40                     |
| Más pártok                               | 238                    |

## Eredmények az erdélyi megyékben
Megyei tanácselnökök, megyei tanácsosok, a megyeközpontok polgármesterei és helyi tanácsosai az erdélyi megyékben.

### Arad megye
Megyei tanácselnök: Petru-Nicolae Ioţcu (Demokrata Liberális Párt).
Megyei tanácsosok (a 32 tagú tanácsban):
| Párt                                | Megyei tanácsosok száma |
| ----------------------------------- | ----------------------- |
| Demokrata Liberális Párt            | 17                      |
| Nemzeti Liberális Párt              | 6                       |
| Szociáldemokrata Párt               | 4                       |
| Romániai Magyar Demokrata Szövetség | 3                       |
| Konzervatív Párt                    | 2                       |

### Beszterce-Naszód megye
Megyei tanácselnök: Liviu-Mihai Rusu (Demokrata Liberális Párt).
Megyei tanácsosok (a 30 tagú tanácsban):
| Párt                     | Megyei tanácsosok száma |
| ------------------------ | ----------------------- |
| Demokrata Liberális Párt | 13                      |
| Szociáldemokrata Párt    | 11                      |
| Nemzeti Liberális Párt   | 6                       |

### Bihar megye
Megyei tanácselnök: Radu Ţîrle (Nemzeti Liberális Párt).
Megyei tanácsosok (a 34 tagú tanácsban):
| Párt                                | Megyei tanácsosok száma |
| ----------------------------------- | ----------------------- |
| Nemzeti Liberális Párt              | 10                      |
| Romániai Magyar Demokrata Szövetség | 9                       |
| Demokrata Liberális Párt            | 9                       |
| Szociáldemokrata Párt               | 6                       |

### Brassó megye
Megyei tanácselnök: Aristotel Căncescu (Nemzeti Liberális Párt).
Megyei tanácsosok (a 34 tagú tanácsban):
| Párt                                | Megyei tanácsosok száma |
| ----------------------------------- | ----------------------- |
| Demokrata Liberális Párt            | 13                      |
| Nemzeti Liberális Párt              | 12                      |
| Szociáldemokrata Párt               | 7                       |
| Romániai Magyar Demokrata Szövetség | 2                       |

### Fehér megye
Megyei tanácselnök: Ion Dumitrel (Demokrata Liberális Párt).
Megyei tanácsosok (a 32 tagú tanácsban):
| Párt                     | Megyei tanácsosok száma |
| ------------------------ | ----------------------- |
| Demokrata Liberális Párt | 18                      |
| Nemzeti Liberális Párt   | 7                       |
| Szociáldemokrata Párt    | 7                       |

### Hargita megye
Megyei tanácselnök: Borboly Csaba (Romániai Magyar Demokrata Szövetség).
Megyei tanácsosok (a 30 tagú tanácsban):
| Párt                                | Megyei tanácsosok száma |
| ----------------------------------- | ----------------------- |
| Romániai Magyar Demokrata Szövetség | 18                      |
| Magyar Polgári Párt                 | 10                      |
| Szociáldemokrata Párt               | 2                       |

#### Csíkszereda
Polgármester: Ráduly Róbert Kálmán (Romániai Magyar Demokrata Szövetség)
Alpolgármesterek: Antal Attila (Romániai Magyar Demokrata Szövetség), Szőke Domokos (Romániai Magyar Demokrata Szövetség).
Helyi tanácsosok (a 19 fős városi tanácsban):
| Párt                                | Városi tanácsosok száma |
| ----------------------------------- | ----------------------- |
| Romániai Magyar Demokrata Szövetség | 12                      |
| Magyar Polgári Párt                 | 7                       |

### Hunyad megye
Megyei tanácselnök: Mircea Ioan Moloţ (Nemzeti Liberális Párt).
Megyei tanácsosok (a 32 tagú tanácsban):
| Párt                     | Megyei tanácsosok száma |
| ------------------------ | ----------------------- |
| Nemzeti Liberális Párt   | 12                      |
| Demokrata Liberális Párt | 9                       |
| Szociáldemokrata Párt    | 9                       |
| Nagy-Románia Párt        | 2                       |

### Kolozs megye
Megyei tanácselnök: Alin Tișe (Demokrata Liberális Párt).
Megyei tanácsosok (a 32 tagú tanácsban):
| Párt                                | Megyei tanácsosok száma |
| ----------------------------------- | ----------------------- |
| Demokrata Liberális Párt            | 15                      |
| Szociáldemokrata Párt               | 7                       |
| Nemzeti Liberális Párt              | 7                       |
| Romániai Magyar Demokrata Szövetség | 5                       |
| Nagy-Románia Párt                   | 2                       |

### Kovászna megye
Megyei tanácselnök: Tamás Sándor (Romániai Magyar Demokrata Szövetség).
Megyei tanácsosok (a 30 tagú tanácsban):
| Párt                                | Megyei tanácsosok száma |
| ----------------------------------- | ----------------------- |
| Romániai Magyar Demokrata Szövetség | 15                      |
| Magyar Polgári Párt                 | 9                       |
| Román Összefogás Kovászna megyéért  | 5                       |
| Független                           | 1                       |

#### Sepsiszentgyörgy
Polgármester: Antal Árpád András (Romániai Magyar Demokrata Szövetség)
Alpolgármesterek: Sztakics Éva (Romániai Magyar Demokrata Szövetség), Bálint József ( Magyar Polgári Párt).
Helyi tanácsosok (a 21 fős városi tanácsban):
| Párt                                | Városi tanácsosok száma |
| ----------------------------------- | ----------------------- |
| Magyar Polgári Párt                 | 9                       |
| Romániai Magyar Demokrata Szövetség | 8                       |
| Sepsiszentgyörgyi Román Szövetség   | 3                       |
| Független                           | 1                       |

### Krassó-Szörény megye
Megyei tanácselnök: Sorin Frunzăverde (Demokrata Liberális Párt).
Megyei tanácsosok (a 30 tagú tanácsban):
| Párt                     | Megyei tanácsosok száma |
| ------------------------ | ----------------------- |
| Demokrata Liberális Párt | 15                      |
| Szociáldemokrata Párt    | 9                       |
| Nemzeti Liberális Párt   | 6                       |

### Máramaros megye
Megyei tanácselnök: Mircea Man (Demokrata Liberális Párt).
Megyei tanácsosok (a 34 tagú tanácsban):
| Párt                                | Megyei tanácsosok száma |
| ----------------------------------- | ----------------------- |
| Nemzeti Liberális Párt              | 12                      |
| Demokrata Liberális Párt            | 10                      |
| Szociáldemokrata Párt               | 10                      |
| Romániai Magyar Demokrata Szövetség | 2                       |

### Maros megye
Megyei tanácselnök: Lokodi Edit Emőke (Romániai Magyar Demokrata Szövetség).
Megyei tanácsosok (a 34 tagú tanácsban):
| Párt                                | Megyei tanácsosok száma |
| ----------------------------------- | ----------------------- |
| Romániai Magyar Demokrata Szövetség | 13                      |
| Nemzeti Liberális Párt              | 8                       |
| Demokrata Liberális Párt            | 7                       |
| Szociáldemokrata Párt               | 6                       |

#### Marosvásárhely
Polgármester: Dorin Florea (Demokrata Liberális Párt)
Alpolgármesterek: Csegzi Sándor (Romániai Magyar Demokrata Szövetség), Claudiu Maior (Demokrata Liberális Párt).
| Helyezés | Polgármesterjelölt | Párt                                | Elért eredmény |
| -------- | ------------------ | ----------------------------------- | -------------- |
| 1.       | Dorin Florea       | DLP, SZDP, N-RP                     | 52,52%         |
| 2.       | Borbély László     | Romániai Magyar Demokrata Szövetség | 44,87%         |

Helyi tanácsosok (a 23 fős városi tanácsban):
| Párt                                | Városi tanácsosok száma |
| ----------------------------------- | ----------------------- |
| Romániai Magyar Demokrata Szövetség | 10                      |
| Demokrata Liberális Párt            | 8                       |
| Nemzeti Liberális Párt              | 2                       |
| Szociáldemokrata Párt               | 2                       |
| Nagy-Románia Párt                   | 1                       |

### Szatmár megye
Megyei tanácselnök: Csehi Árpád (Romániai Magyar Demokrata Szövetség).
Megyei tanácsosok (a 32 tagú tanácsban):
| Párt                                | Megyei tanácsosok száma |
| ----------------------------------- | ----------------------- |
| Romániai Magyar Demokrata Szövetség | 13                      |
| Szociáldemokrata Párt               | 8                       |
| Nemzeti Liberális Párt              | 6                       |
| Demokrata Liberális Párt            | 5                       |

#### Szatmárnémeti
Polgármester: Ilyés Gyula (Romániai Magyar Demokrata Szövetség)
Alpolgármesterek: Kereskényi Gábor (Romániai Magyar Demokrata Szövetség), Albu Adrian.(Nemzeti Liberális Párt)
Helyi tanácsosok (a 23 fős városi tanácsban):
| Párt                                | Városi tanácsosok száma |
| ----------------------------------- | ----------------------- |
| Romániai Magyar Demokrata Szövetség | 11                      |
| Szociáldemokrata Párt               | 5                       |
| Demokrata Liberális Párt            | 4                       |
| Nemzeti Liberális Párt              | 3                       |

### Szeben megye
Megyei tanácselnök: Martin Bottesch (Romániai Német Demokrata Fórum).
Megyei tanácsosok (a 32 tagú tanácsban):
| Párt                           | Megyei tanácsosok száma |
| ------------------------------ | ----------------------- |
| Demokrata Liberális Párt       | 10                      |
| Romániai Német Demokrata Fórum | 9                       |
| Szociáldemokrata Párt          | 9                       |
| Nemzeti Liberális Párt         | 4                       |

### Szilágy megye
Megyei tanácselnök: Tiberiu Marc (Szociáldemokrata Párt).
Megyei tanácsosok (a 30 tagú tanácsban):
| Párt                                | Megyei tanácsosok száma |
| ----------------------------------- | ----------------------- |
| Romániai Magyar Demokrata Szövetség | 9                       |
| Szociáldemokrata Párt               | 9                       |
| Nemzeti Liberális Párt              | 6                       |
| Demokrata Liberális Párt            | 6                       |

### Temes megye
Megyei tanácselnök: Constantin Ostaficiuc (Demokrata Liberális Párt).
Megyei tanácsosok (a 36 tagú tanácsban):
| Párt                                | Megyei tanácsosok száma |
| ----------------------------------- | ----------------------- |
| Demokrata Liberális Párt            | 15                      |
| Szociáldemokrata Párt               | 11                      |
| Szövetség Temesért (PNŢCD-PNL-FDGR) | 10                      |

## Eredménye a Kárpátokon túli megyékben
Megyei tanácselnökök, megyei tanácsosok, a megyeközpontok polgármesterei és helyi tanácsosai a Kárpátokon túli megyékben (Regát, Moldva, Dobrudzsa).